# Brignolia diablo
Espèce
Brignolia diablo est une espèce d'araignées aranéomorphes de la famille des Oonopidae.

## Distribution
Cette espèce est endémique de la province de Phetchabun en Thaïlande. Elle se rencontre dans une bambouseraie du parc national de Nam Nao.

## Description
La femelle holotype mesure 2,14 mm.

## Publication originale
- Platnick, Dupérré, Ott & Kranz-Baltensperger, 2011 : The goblin spider genus Brignolia (Araneae, Oonopidae). Bulletin of the American Museum of Natural History, no 349, p. 1-131 (texte intégral).